# Электротермия
Электротерми́я (от электро... и греч. thérme — жар, тепло) — область науки и техники, связанная с нагревом и расплавлением материалов теплом, выделяющимся при протекании по проводникам электрического тока.

## Электротермические процессы
К электротермическим процессам относятся электрометаллургические процессы, электрическая плавка оксидов, электрическая сублимация неметаллических материалов, электросварка, электрический нагрев, электровосстановление, а также процессы на основе газовых реакций в электрических разрядах.

## Электротермические установки
К понятию «электротермическая установка» (или «электротермическое оборудование») относятся: электрические печи, плазменные реакторы, электрические нагревательные приборы коммунального и бытового назначения. Применение электрической энергии для генерации тепла способно обеспечить следующие особенности и характеристики:
- Благодаря электротермии возможно сконцентрировать относительно большую энергию в относительно малых объемах, в результате чего можно добиться высоких температур, достижение которых невыполнимо или трудновыполнимо при других способах генерации тепла.
- Электротермия позволяет достичь больших скоростей нагрева и компактности электротермических установок.
- Присутствует возможность регулировать величину и распределение температуры в рабочем пространстве электропечи, благодаря чему возможно осуществить равномерный или избирательный нагрев и создать необходимые условия для эффективной автоматизации теплового и технологического процессов.
- В рабочем пространстве электротермических установок можно создать вакуум, благодаря чему можно использовать давление как фактор регулирования технологического процесса для вакуумных или компрессионных электрических печей. Также благодаря этому можно применять контролируемые атмосферы для защиты нагреваемых материалов и изделий от вредных воздействий воздуха.
- В электротермических установках отсутствуют дымовые газы, которые возникают вследствие сгорания топлива. Отсутствие дыма позволяет увеличить коэффициент использования тепла, то есть увеличить коэффициент полезного действия электротермических установок. Также этот фактор обеспечивает чистоту рабочего пространства электропечей от выхлопных газов нагара.
- Электротермические установки имеют относительно высокую транспортабельность и простоту подачи электрической энергии.

## Применение
Электротермические процессы применяют в производстве специальных сталей, ферросплавов и цветных металлов.
Электротермические установки применяют в тех случаях, если технологический процесс нельзя осуществить без электротермии, или же с помощью электротермии можно получить продукцию более высокого качества. Также электротермия заменяет альтернативные ей методы, если повышается безопасность обслуживающего персонала, улучшаются условия труда или же уменьшаются затраты на электротермические установки и оборудование.